# Everything Is Love
Everything Is Love — первый совместный студийный альбом американской певицы Бейонсе и её супруга Jay-Z, и выпущенный под именем группы The Carters. Релиз прошёл 16 июня 2018 года, одновременно с лид-синглом «Apeshit». Everything Is Love получил положительные отзывы критиков и сразу дебютировал на втором месте в американском хит-параде Billboard 200 и на № 1 в Top R&B/Hip-Hop Albums.

## Предыстория
Планы выпуска совместного альбома Бейонсе и её супруга были анонсированы Jay-Z во время интервью газете The New York Times в 2017 году, когда он сказал, что они использовали «art almost like a therapy session» создавая новую музыку. Однако, потом они оба работали над своими альбомами 4:44 и Lemonade. Слухи о совместном проекте начали появляться в марте 2018 года, когда пара объявила о своём концертном туре On the Run II Tour.

## Обложка альбома
Для художественного оформления обложки альбома выбран один из кадров из музыкального видео
для сингла «Apeshit». На ней изображены два танцовщика из группы Бейонсе (темнокожие девушка Jasmine Harper и парень Nicholas $lick Stewart) в Лувре в Париже на фоне картины Леонардо Да Винчи «Мона Лиза» (Джоконда).

## Отзывы критиков
| Совокупная оценка   | Совокупная оценка |
| Источник            | Оценка            |
| ------------------- | ----------------- |
| AnyDecentMusic?     | 7.3/10            |
| Metacritic          | 80/100            |
| Оценки критиков     |                   |
| Источник            | Оценка            |
| The A.V. Club       | B+                |
| The Daily Telegraph | [ 9 ]             |
| Exclaim!            | 9/10              |
| The Guardian        | [ 11 ]            |
| The Independent     | [ 12 ]            |
| The Irish Times     | [ 13 ]            |
| NME                 | [ 14 ]            |
| Pitchfork           | 8.2/10            |
| Rolling Stone       | [ 16 ]            |
| The Times           | [ 17 ]            |

Альбом получил положительные и, даже, восторженные отзывы музыкальной критики и интернет-изданий:, The New York Times, Us Weekly, The Guardian, The Daily Telegraph, Variety, The Times, Pitchfork, Exclaim!.

## Признание

### Итоговые списки критиков
| Организация      | Страна         | Список                                       | Ранг | Источник |
| ---------------- | -------------- | -------------------------------------------- | ---- | -------- |
| AllMusic         | США            | Favorite Rap and Hip Hop Albums              | н/д  | [ 23 ]   |
| Associated Press | США            | AP’s Top 2018 Albums                         | 6    | [ 24 ]   |
| Austin Chronicle | США            | The Best Albums of 2018 by Genre             | 8    | [ 25 ]   |
| Billboard        | США            | 50 Best Albums of 2018                       | 10   | [ 26 ]   |
| Complex          | США            | The Best Albums of 2018                      | 7    | [ 27 ]   |
| Esquire          | США            | 20 Best Albums of 2018                       | 18   | [ 28 ]   |
| Exclaim!         | Канада         | Exclaim!́s Top 10 Hip-Hop Albums Best of 2018 | 5    | [ 29 ]   |
| Fopp             | Великобритания | Best Albums of 2018                          | 94   | [ 30 ]   |
| Gaffa            | Дания          | Årets Album 2018                             | 17   | [ 31 ]   |
| GQ Russia        | Россия         | The 20 Best Albums of 2018                   | 17   | [ 32 ]   |
| HipHopDX         | США            | The Best Rap Albums Of 2018                  | 2    | [ 33 ]   |
| NME              | Великобритания | NME’s Albums Of The Year 2018                | 91   | [ 34 ]   |
| NPR              | США            | The 50 Best Albums Of 2018                   | 50   | [ 35 ]   |
| People           | США            | The Top 10 Albums of the Year                | н/д  | [ 36 ]   |
| Rolling Stone    | Аргентина      | Los mejores discos de 2018                   | 12   | [ 37 ]   |
| Rolling Stone    | США            | 50 Best Albums of 2018                       | 48   | [ 38 ]   |
| Uproxx           | США            | The 50 Best Albums of 2018                   | 36   | [ 39 ]   |
| Uproxx           | США            | Uproxx Music Critics Poll 2018: Albums       | 35   | [ 40 ]   |
| Vibe             | США            | 30 Best Albums of 2018                       | н/д  | [ 41 ]   |
| XXL              | США            | The 50 Best Hip-Hop Albums of 2018           | н/д  | [ 42 ]   |

| Организация   | Страна | Список                           | Ранг | Год  | Источник |
| ------------- | ------ | -------------------------------- | ---- | ---- | -------- |
| Cleveland.com | США    | 100 greatest albums of the 2010s | 86   | 2019 | [ 43 ]   |

### Награды и номинации
| Год  | Организация                | Награда                       | Результат | Ссылка |
| ---- | -------------------------- | ----------------------------- | --------- | ------ |
| 2018 | BET Hip Hop Awards         | Album of the Year             | Победа    | [ 44 ] |
| 2019 | BET Awards                 | Album of the Year             | Номинация | [ 45 ] |
| 2019 | Danish GAFFA-Prisen Awards | Best International Album      | Номинация | [ 46 ] |
| 2019 | Grammy Awards              | Best Urban Contemporary Album | Победа    | [ 47 ] |
| 2019 | NAACP Image Awards         | Outstanding Album             | Номинация | [ 48 ] |
| 2019 | 2018 Brit Awards           | Best International Group      | Победа    | [ 49 ] |

## Коммерческий успех
Everything Is Love дебютировал на позиции № 2 в американском хит-параде Billboard 200 позади альбома Youngblood группы 5 Seconds of Summer, с тиражом 123,000 альбомных эквивалентных единиц, включая 70,000 истинных альбомных продаж. Диск стал первым для Бейонсе не попавшим сразу на первое место Billboard 200 впервые после её дебютного альбома, и также первым «пролётом» для Jay-Z после его диска In My Lifetime, Vol. 1. Альбом дебютировал в чарте после менее чем 6 полных дней активности в сервисе Tidal, и 4 дней активности во всех других цифровых ритейлерах и стриминговых службах.
Одновременно альбом дебютировал на позиции № 1 в хип-хоп-чарте Top R&B/Hip-Hop Albums.
Во вторую неделю релиза альбом съехал на 4-е место Billboard 200 с тиражом 59,000 альбомных эквивалентных единиц.

## Синглы
Сразу пять треков с альбома вошли в Hot 100 одновременно: «Apes**t» (дебютировал на позиции № 13); «Boss» (№ 77), «Summer» (№ 84), «Nice» (№ 95) и «Friends» (№ 99). Для Бейонсе и JAY-Z это 59-е и 97-е сольные попадания в Hot 100, соответственно. Включая 8 совместных треков в Hot 100, самый известный из них сингл «Crazy in Love» (8 недель № 1 в 2003).
Альбом включает 9 треков.

## Список композиций
По данным с официального сайта Бейонсе, сервиса Tidal и цифрового буклета альбома
| №                   | Название            | Автор(ы) | Продюсеры                                                              | Длительность |
| ------------------- | ------------------- | --- | ---------------------------------------------------------------------- | ------------ |
| 1.                  | «Summer»            | Бейонсе Шон Картер Marcello Valenzano Andre Christopher Lyon Leon Michels Homer Steinweiss Thomas Brenneck Mike Herard Джеймс Фонтлерой       | Бейонсе Jay-Z Cool & Dre El Michels [a]                                | 4:45         |
| 2.                  | «Apeshit»           | Фаррелл Уильямс Бейонсе Картер Quavious Keyate Marshall Kiari Kendrell Cephus                                                                 | Pharrell Beyoncé [a] Jay-Z [a] Stuart White [b]                        | 4:25         |
| 3.                  | «Boss»              | Бейонсе Картер Tyrone Griffin Jr. Dernest Emile II                                                                                            | Бейонсе Jay-Z D'Mile Майк Дин [b] MeLo-X [b] Derek Dixie [b] White [b] | 4:04         |
| 4.                  | «Nice»              | Уильямс Бейонсе Картер | Фаррелл Бейонсе [c] Jay-Z [c]                                          | 3:54         |
| 5.                  | «713»               | Бейонсе Картер Valenzano Lyon Rayshon Cobbs, Jr.                                                                                              | Бейонсе Jay-Z Cool & Dre 808-Ray [b] Fred Ball [b]                     | 3:13         |
| 6.                  | «Friends»           | Бейонсе Картер Мэтью Самуэльс Jahaan Sweet Denisia Andrews Brittany Coney Tavor Javon Hollins Amir Esmailian Navraj Goraya Rupert Thomas, Jr. | Бейонсе Jay-Z Boi-1da Sweet Nav [a] Sevn Thomas [a] Ball [b]           | 5:44         |
| 7.                  | «Heard About Us»    | Бейонсе Картер Samuels Nija Charles Sweet Hollins Anderson Hernandez Ramon Ibanga, Jr.                                                        | Бейонсе Jay-Z Boi-1da Sweet Vinylz Illmind Ball [b]                    | 3:10         |
| 8.                  | «Black Effect»      | Бейонсе Картер Andrews Coney Valenzano Lyon Cobbs, Jr. Alexander Smith                                                                        | Бейонсе Jay-Z Cool & Dre                                               | 5:13         |
| 9.                  | «LoveHappy»         | Бейонсе Картер David Andrew Sitek Charles Andrews Coney                                                                                       | Бейонсе Jay-Z Sitek Nova Wav [b]                                       | 3:49         |
| Общая длительность: | Общая длительность: | Общая длительность: | Общая длительность:                                                    | 38:17        |

| №  | Название | Автор(ы)                                              | Продюсеры                                | Длительность |
| -- | -------- | ----------------------------------------------------- | ---------------------------------------- | ------------ |
| 1. | «Salud!» | Бейонсе Картер Valenzano Lyon Eliot Dubok Terius Nash | Бейонсе Jay-Z Cool & Dre Beat Butcha [a] | 3:33         |

Notes
- ↑  сопродюсер
- ↑  дополнительный продюсер
- ↑  продюсер по вокалу

## Чарты
| Чарт (2018)                             | Высшая позиция |
| --------------------------------------- | -------------- |
| Австралия (ARIA)                        | 6              |
| Австрия (Ö3 Austria)                    | 21             |
| Бельгия/Фландрия (Ultratop)             | 8              |
| Бельгия/Валлония (Ultratop)             | 28             |
| Канада (Canadian Albums Chart)          | 4              |
| Чехия (ČNS IFPI)                        | 30             |
| Дания (Hitlisten)                       | 10             |
| Нидерланды (Album Top 100)              | 4              |
| Финляндия (Suomen virallinen lista)     | 30             |
| Франция (SNEP)                          | 33             |
| Германия (Offizielle Top 100)           | 23             |
| Венгрия (MAHASZ)                        | 33             |
| Италия (FIMI)                           | 20             |
| Новая Зеландия (RMNZ)                   | 11             |
| Норвегия (VG-lista)                     | 8              |
| Польша (ZPAV)                           | 2              |
| Португалия (AFP)                        | 34             |
| Шотландия (Scottish Albums Chart)       | 7              |
| Испания (PROMUSICAE)                    | 9              |
| Швеция (Sverigetopplistan)              | 7              |
| Великобритания (UK Albums Chart)        | 5              |
| США, Billboard 200                      | 2              |
| США, Top R&B/Hip-Hop Albums (Billboard) | 1              |